# Kempense Steenkolenmijnen Vriendenkring
De Kempense Steenkolenmijnen Vriendenkring, kortweg KS Vriendenkring, is een Belgische vereniging die de belangen behartigt van voormalige mijnwerkers uit de Kempen. Een belangrijk strijdpunt is het verhogen van het mijnwerkerspensioen.

## Verhoging mijnwerkerspensioen
Mijnwerkers mochten na een carrière van 25 jaar "volwaardig" op pensioen. Bij de berekening van het pensioen zou voor elke ondergrondse mijnwerker met 25 jaar dienst toch gerekend worden met een carrière van 30 jaar. In de jaren na het sluiten van de mijnen bleek dat de Federale Pensioendienst hier in bepaalde gevallen van afweek.
Op 7 mei 2020 haalde de vriendenkring een overwinning en werd de wet op de herziening van de mijnwerkerspensioenen goedgekeurd. Voor circa 7000 oud-medewerkers volgde een herberekening en uitbetaling van tien jaar achterstallig pensioen. Volgens de vriendenkring was de herberekening echter onvoldoende en diende ook voor de overige twintig jaar een herberekening te komen. In 2024 startte de vriendenkring hierover een rechtszaak toen de politiek niet bereid bleek de herberekening uit te voeren.

## Beschuldigingen van fraude
De voormalige voorzitter van de vriendenkring, Michel Dylst, werd in 2022 verdacht van het verduisteren van 2,5 miljoen euro van de vereniging. Hij zou het geld gebruikt hebben voor zijn eigen gewin.
Aanvankelijk gaf hij aan dat hij de Hongaarse en Bulgaarse maffia moest betalen, maar daar zijn geen aanwijzingen voor gevonden. Dylst werd eind 2024 veroordeeld tot vier jaar cel met uitstel en een boete van 240.000 euro voor schriftvervalsing, gebruik van valse stukken, misbruik van vertrouwen en witwaspraktijken. Zijn ex-vrouw en vier anderen kregen ook celstraffen met uitstel en geldboetes. Drie van hen, waaronder de voormalig penningmeester, beseften volgens de rechtbank voldoende waar ze aan meewerkten. De voormalige secretaris wordt veroordeeld voor de schriftvervalsing en niet voor misbruik van het vertrouwen. Alle overige beklaagden worden wel veroordeeld voor witwassen.